# ساندر بوري
ساندر بوري (بالإستونية: Sander Puri)‏ (مواليد 7 مايو 1988 في تارتو) لاعب كرة قدم إستوني دولي يجيد اللعب في خط الوسط . يلعب حاليا لصالح نادي لاريسا اليوناني منذ 2010 .

## روابط خارجية
- ساندر بوري على موقع الاتحاد الدولي (مؤرشف)  (الإنجليزية)
- ساندر بوري على موقع الاتحاد الأوربي (الإنجليزية)
- ساندر بوري على موقع اتحاد إستونيا (الإنجليزية)
- ساندر بوري على موقع قاعدة بيانات كرة القدم.إي يو (الإنجليزية)
- ساندر بوري على موقع ناشيونال فوتبول تيمز (الإنجليزية)
- ساندر بوري على موقع Soccerbase.com (لاعب) (الإنجليزية)
- ساندر بوري على موقع Soccerway.com (الإنجليزية)
- ساندر بوري على موقع عالم كرة القدم.نت (الإنجليزية)